# Franciszek Ksawery Matejko

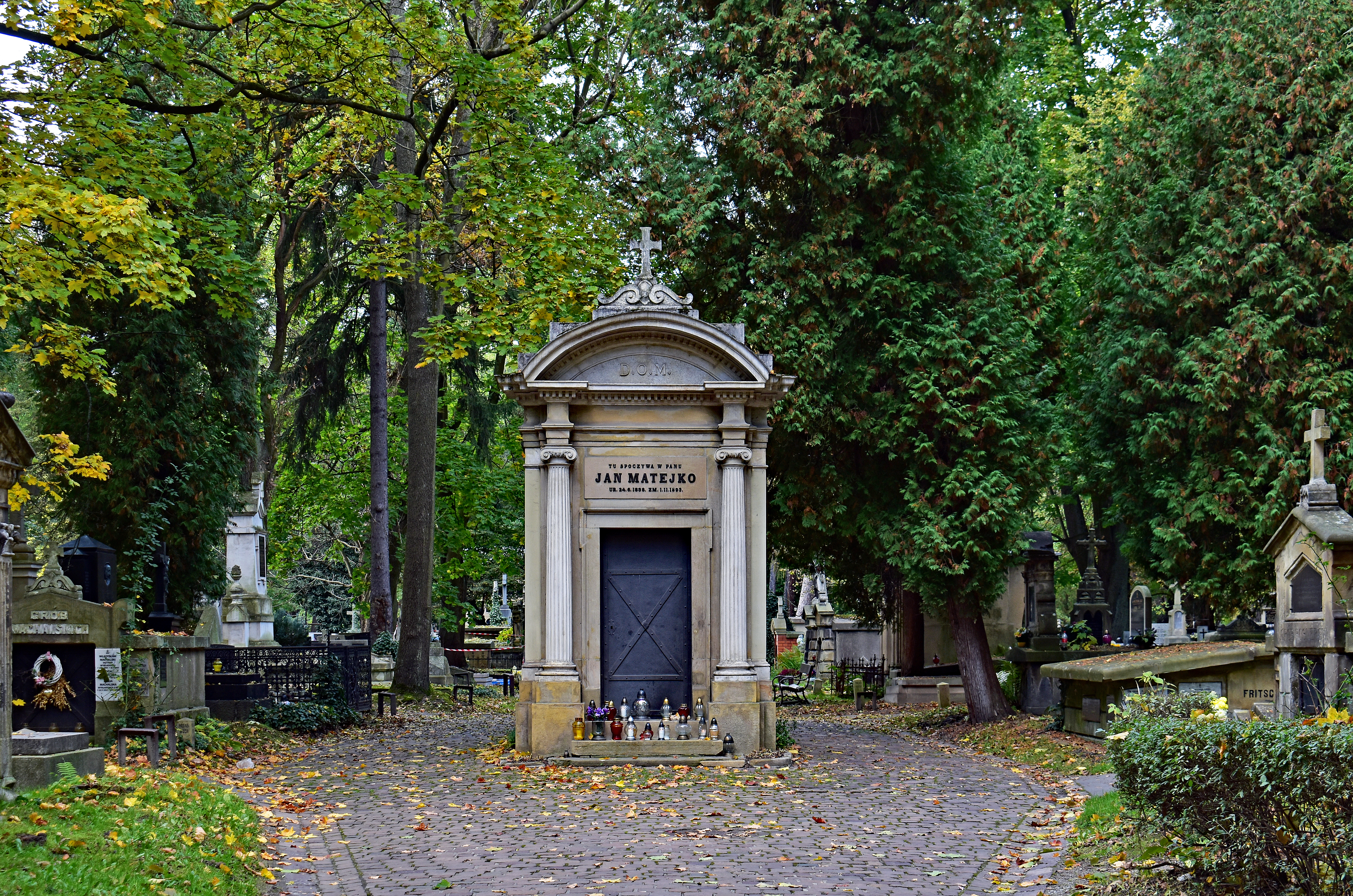
Grobowiec Matejków na cmentarzu Rakowickim

Franciszek Ksawery Matejko (właśc. František Xaver Matějka, ur. prawdopodobnie 13 stycznia 1793 lub 1796 w Roudnicy koło Hradca Králové, zm. 26 października 1860 w Krakowie) – czeski guwerner i nauczyciel muzyki, ojciec Jana Matejki.

## Życiorys
Pochodził z chłopskiej, katolickiej rodziny. Jego ojcem był Franciszek Józef, matką Magdalena z domu Knava lub Mariana Dolanská.

„Podług aktu ślubnego, ojciec [Franciszka Ksawerego] Franciszek Józef był dyrektorem chóru „regens chori” w Königgrätz [Hradec Králové], zaś według wspomnień ojca naszego [Franciszka Ksawerego] miał być właścicielem ziemskim; może owe Rudniki [Roudnice] i Dobrzenice [Dobřenice] to jego majątek; majątek ten przegrał w karty bratu swemu […]. Po przegraniu majątku wymógł ojciec na synie Franciszku słowo, że nigdy w karty grać nie będzie, co też ś. p. ojciec nasz dotrzymał. […].”

Dobřenice należały w rzeczywistości do majątku barona Jana Nepomuka Wacława Dobrzeńskiego (1779–1843), który był ojcem chrzestnym Franciszka Ksawerego Matejki. Roudnice nie wchodziły natomiast w skład dóbr rodu Dobrzeńskich.
Po zgonie matki zamieszkał u wuja, księdza Urbanka, w Ołomuńcu, u którego otrzymał bogobojne wychowanie i rzetelne wykształcenie muzyczne. Dzięki temu zdobył poparcie i przyjaźń znanego kompozytora Karla Černego. Ok. 1807 wyjechał do Galicji z namowy Józefa Wincentego Wodzickiego i został guwernerem jego synów w majątku w Kościelnikach. 

„Wychowywał się nasz ojciec u kanonika Urbanka, krewnego matki, bawił na wakacjach w Pardubicach; muzyki uczył się u Folgerta, organisty przy katedrze w Königgrätzu [Hradec Králové] i tamże kończył gimnazjum. Wyjeżdżając do Polski, gdzie jako guwerner zamówiony przez Wodzickich do syna Seweryna, następnie przy Aleksandrze, ojcu gubernatora Landesbanku, Henryku i Kazimierzu Wodzickich, był przewieziony przez granicę bez paszportu, w towarzystwie jakiegoś generała, krewnego czy znajomego Wodzickich.”

Po kilkunastu latach służby u Wodzickich osiedlił się w Krakowie, gdzie udzielał lekcji muzycznych (przede wszystkim w zakresie gry na fortepianie), a także organizował i prowadził zespoły muzyczne i chóry, w tym chór przy kościele Mariackim. 22 listopada 1826 poślubił protestantkę Joannę Karolinę Rossberg (1802–1845), córkę niemieckiego obywatela miasta i kupca rymarskiego Jana Piotra Rossberga (zm. 1860) i niemieckiej krakowianki Anny Marianny Tusz (Duss). Małżonkowie zamieszkali w Krakowie przy ulicy Floriańskiej.
Matejko i Rossberg mieli jedenaścioro dzieci:  
- Franciszek Ksawery Edward Matejko (1828–1873), prawnika
- Edmund Marcin (Zygmunt) Matejko (1829–1907),
- Adolf Alojzy Matejko (1830–?).
- Kazimierz Matejko (1830–?),
- Zygmunt Matejko (1831–1849),
- Emilia Łucja Matejko (1832–?),
- Alojzy Franciszek Matejko (1833–?),
- Józef Eustachy Matejko (1834–?),
- Karol Matejko (1835–?),
- Maria Waleria Matejko (1836–1894),
- Jan Alojzy Matejko[3] (1838–1893) malarza.

Po śmierci małżonki Matejko powierzył opiekę nad dziećmi ich ciotce Katarzynie z Rossbergów Zamojskiej. Sam był stale pochłonięty pracą, gdyż starał się zarobić na odpowiednią edukację swoich dzieci (nauka wtedy była płatna). Nie doceniał pasji malarskiej najmłodszego z synów, twierdząc, że z malarstwa nie można się utrzymać.
W 1877, siedemnaście lat po śmierci Franciszka Ksawerego Matejki, Jan Matejko namalował portret swego ojca na podstawie archiwalnego zdjęcia. 